# Réjaumont (Gers)
Réjaumont è un comune francese di 205 abitanti situato nel dipartimento del Gers nella regione dell'Occitania.

## Società

### Evoluzione demografica
Abitanti censiti